# Ultime Étreinte
Ultime Étreinte (titre original : Obsessed, également connu en français sous les titres Obsession au Québec ou Passion dangereuse en Belgique) est un téléfilm américain de Jonathan Sanger (en) diffusé en 1992.
Pour plus de détails, voir Fiche technique et Distribution.

## Synopsis
Après deux mariages ratés qui l'ont échaudé, Ed pensait ne plus rien avoir à faire avec l'amour ! Mais comment pourrait-il résister aux pressantes invitations que lui adresse la splendide jeune femme venue expertiser son bateau pour le compte d'une compagnie d'assurances ? Ed cède rapidement aux charmes de Lorie Brindel. Très vite, une passion dévorante unit les deux amants. Lorie, persuadée qu'elle a rencontré l'homme de sa vie, emménage chez ce dernier.

## Fiche technique
Sauf indication contraire, les informations mentionnées dans cette section peuvent être confirmées par la base de données cinématographiques IMDb,  présente dans la section « Liens externes ».
- Titre : Ultime Étreinte
- Titre original : Obsessed
- Titres alternatifs en français : Obsession (Québec), Passion dangereuse (Belgique)
- Réalisation : Jonathan Sanger (en)
- Scénario : David E. Peckinpah
- Photographie : Steven Mc Nutt
- Montage : Paul Trejo
- Musique : Lee Holdridge.
- Production : S. Bryan Hickox
- Date de première diffusion : 27 septembre 1992
- Genre : Drame, Thriller.
- Durée : 78 minutes[1]

## Distribution
- Shannen Doherty : Lorie Brindel
- William Devane : Ed Bledsoe
- Clare Carey : Andie Bledsoe
- James Handy : Jerry
- Lois Chiles : Louise
- Lisa Ann Poggi : Tina
- Albert Stratton : Chuck Brindel
- Julie Ariola : Marge
- Jay Ingram : Phil
- Tom Keena : Kurt